# Кова (приток Ангары)
Кова́ — река в Иркутской области и Красноярском крае России.

## География
Впадает в реку Ангару (Богучанское водохранилище). До 1950-х годов существовали населённые пункты: Усть-Кова, Прокопьево, Костино, Уяр, Чёмба, Карамышево.
Кова — левый приток Ангары. Течёт с юга на север вдоль Ковинской гряды. Затяжные плёсы чередуются с довольно длинными порогами и шиверами. Пороги: Долгие пороги, Туракинский, Камкамборский, Дешембинский, Магдонский, Чёмбенский, Косой Бык, Большие пороги. Наиболее мощные и красивые пороги это Магдонский и Камкамборский. Крупные притоки — Тушама, Пруда, Магдон.
Интерес представляет озеро Дешембинское. Оно является источником лечебной грязи. В советское время заключённые колонии К-100, которая располагалась в Балтурино построили на берегу озера санаторий.
Район известен в широких кругах благодаря легендарному «Чёртовому кладбищу».
На стоянке Усть-Кова в устье реки Ковы в Кежемском районе нашли статуэтку мамонта и скульптуру тюленя, изготовленные из бивня мамонта более 20 тыс. лет назад.

## Гидрология
| Средний расход воды (м³/с) реки Ковы по месяцам и за год с 1957 по 1975 гг. (замеры производились на гидрологическом посту в 66 км от устья) |

## Данные водного реестра
По данным государственного водного реестра России относится к Ангаро-Байкальскому бассейновому округу, речной бассейн реки — Ангара, речной подбассейн реки — Ангара от створа гидроузла Братского водохранилища до Енисея, водохозяйственный участок реки — Ангара от Усть-Илимского гидроузла до Богучанского гидроузла.
Код объекта в государственном водном реестре — 16010300212116200018430.

## Притоки
(расстояние от устья)
- 12 км: река Джилинжига
- 17 км: река Чекарма
- 23 км: река Муньба
- 30 км: река Капканида
- 38 км: река Зёда (Верхняя Зёда)
- 40 км: река Шуян
- 42 км: река Ерокша
- 49 км: река Бедерма
- 58 км: река Чикилея
- 70 км: река Чередонча
- 73 км: река без названия
- 76 км: река Королея
- 81 км: река Аракан
- 87 км: река Чемба
- 107 км: река Нижняя Берюмба
- 108 км: река Магдон (Нижний Магдон)
- 116 км: река Дешемба
- 132 км: река Камкамбора
- 141 км: река Чана
- 151 км: река Пруда
- 156 км: река Кроватка (Большая Кроватка)
- 159 км: река Тушама
- 166 км: река Дзёда
- 183 км: река Нирунда
- 195 км: река Тыкша
- 196 км: река без названия
- 197 км: река без названия
- 209 км: река без названия
- 219 км: река Зёда
- 235 км: река Захарова
- 260 км: река Бумбейка
- 268 км: река без названия
- 284 км: река Тырма
- 298 км: река без названия
- 301 км: река Питой
- 313 км: река Индей
- 314 км: река Нижний Бумбей
- 318 км: река Верхний Бумбей
- 320 км: река Жомба
- 337 км: река Желонь
- 341 км: река Мыдорма
- 344 км: река без названия
- 347 км: река Алзамай
- 354 км: река Гремучий
- 361 км: река Ревунка
- 369 км: река Зилинда 1-я
- 375 км: река Зилинда 2-я
- 377 км: река Большая Желонка
- 382 км: река Гордеева
- 397 км: река Носова